# Madrigal de las Altas Torres
Madrigal de las Altas Torres település Spanyolországban, Ávila tartományban.  Lakosainak száma 1299 fő (2024).

## Népesség
A település népessége az utóbbi években az alábbiak szerint változott:
| Lakosok száma | 1972 | 1844 | 1784 | 1677 | 1659 | 1544 | 1503 | 1415 | 1380 | 1299 |
|               | 2001 | 2004 | 2006 | 2009 | 2011 | 2014 | 2016 | 2019 | 2021 | 2024 |